# Avoca (Nova York)
Avoca és una població dels Estats Units a l'estat de Nova York. Segons el cens del 2000 tenia 1.008 habitants.

## Demografia
Segons el cens del 2000, Avoca tenia 1.008 habitants, 363 habitatges, i 260 famílies. La densitat de població era de 329,8 habitants/km².
Dels 363 habitatges en un 39,1% hi vivien nens de menys de 18 anys, en un 51,8% hi vivien parelles casades, en un 16,8% dones solteres, i en un 28,1% no eren unitats familiars. En el 22,9% dels habitatges hi vivien persones soles el 9,1% de les quals corresponia a persones de 65 anys o més que vivien soles. El nombre mitjà de persones vivint en cada habitatge era de 2,7 i el nombre mitjà de persones que vivien en cada família era de 3,17.
Per edats la població es repartia de la següent manera: un 32,2% tenia menys de 18 anys, un 5,4% entre 18 i 24, un 25,8% entre 25 i 44, un 22,4% de 45 a 60 i un 14,2% 65 anys o més.
L'edat mediana era de 35 anys. Per cada 100 dones de 18 o més anys hi havia 100,9 homes.
La renda mediana per habitatge era de 31.713 $ i la renda mediana per família de 32.443 $. Els homes tenien una renda mediana de 28.864 $ mentre que les dones 21.563 $. La renda per capita de la població era de 13.639 $. Entorn del 10,6% de les famílies i el 15,4% de la població estaven per davall del llindar de pobresa.